# Rosh Ha‘Ayin
Rosh Ha‘Ayin (hebreiska: ראש העין) är en ort i Israel.   Den ligger i distriktet Centrala distriktet, i den norra delen av landet. Rosh Ha‘Ayin ligger 30 meter över havet och antalet invånare är 39 215.
Terrängen runt Rosh Ha‘Ayin är huvudsakligen platt, men österut är den kuperad. Runt Rosh Ha‘Ayin är det tätbefolkat, med 308 invånare per kvadratkilometer. Närmaste större samhälle är Petaẖ Tiqwa, 6,6 km väster om Rosh Ha‘Ayin. Trakten runt Rosh Ha‘Ayin består till största delen av jordbruksmark.